# Пісковик слюдистий
Пісковик слюдистий (рос. песчаник слюдистый, англ. micaceous sandstone, нім. glimmeriger Sandstein m) – пісковик, який містить значну кількість лусочок слюди.

## Загальний опис
Слюдистий пісковик є одним з основних видів пісковика, містить значну кількість слюдяних мінералів. Найбільш відмінною характеристикою цих мінералів є їх здатність до ідеального розщеплення у тонкі гнучкі листи. Включення пластівців слюди легко видно неозброєним оком, що робить ідентифікацію ручних зразків каменю відносно простою. Слюдисті пісковики, як правило, зустрічаються серед річок та озер, і, хоча в скелях може бути присутня будь-яка слюда, найчастіше це світлий мусковіт.

## Інтернет-ресурси
- MICACEOUS SANDSTONE